# سهمو شمالی
سهمو شمالی، روستایی در دهستان چاه‌مبارک بخش چاه‌مبارک شهرستان عسلویه در استان بوشهر ایران است.

## جمعیت
بر پایه سرشماری عمومی نفوس و مسکن در سال ۱۳۹۵، جمعیت این روستا برابر با ۱٬۳۴۰ نفر (۳۲۲ خانوار) بوده‌است.